# Třída Cimarron
Třída Cimarron byla třída tankerů amerického námořnictva. Plavidla převážejí pohonné hmoty pro válečné lodě a letadla operující z letadlových lodí. Postaveno bylo celkem pět jednotek této třídy. Všechny již byly vyřazeny.

## Stavba
Původně byla plánována stavba 15 tankerů této třídy, vzhledem k malé nosnosti nákladu však byla objednávka snížena na pět kusů. Všechny tankery postavila loděnice Avondale Shipyards.
Jednotky třídy Cimarron:
| Jméno                    | Založení kýlu | Spuštěna | Vstup do služby    | Status       |
| ------------------------ | ------------- | -------- | ------------------ | ------------ |
| USS Cimarron (AO-177)    | 1978          | 1979     | 10. ledna 1981     | Vyřazen 1998 |
| USS Monongahela (AO-178) | 1978          | 1979     | 5. září 1981       | Vyřazen 1999 |
| USS Merrimack (AO-179)   | 1979          | 1980     | 14. listopadu 1981 | Vyřazen 1998 |
| USS Willamette (AO-180)  | 1980          | 1981     | 18. prosince 1982  | Vyřazen 1999 |
| USS Platte (AO-186)      | 1981          | 1982     | 16. dubna 1983     | Vyřazen 1999 |

## Konstrukce
Plavidla měla jednotrupou konstrukci. Nesla čtyři zásobovací stanoviště na levoboku a tři na pravoboku. Celkem pojmula 72 000 barelů motorové nafty a 48 000 barelů leteckého paliva (v 90. letech byla kapacita tankerů zvětšena o 60 000 barelů vložením nové 32,9 metrů dlouhé trupové sekce). Na kontejnerové palubě mohly nést také určité množství pevného nákladu. Na zádi byly vybaveny přistávací plochou pro jeden transportní vrtulník provádějící vertikální zásobování. Nebyly vybaveny hangárem. Obrannou výzbroj tvořily dva 20mm systémy Phalanx. Pohonný systém tvořily dva kotle a jedna turbína. Lodní šroub byl jeden. Nejvyšší rychlost dosahovala 20 uzlů (po prodloužení rychlost poklesla o jeden uzel).